# Cathédrale grecque Saint-Étienne de Paris
Cette  cathédrale ne doit pas être confondue avec une autre cathédrale de Paris.
 D’autres cathédrales portent le nom de cathédrale Saint-Étienne.
La cathédrale grecque Saint-Étienne ou cathédrale grecque Saint-Stéphane est la cathédrale de l'Église orthodoxe grecque de Paris et le siège de la métropole grecque-orthodoxe de France. Elle est située au 7, rue Georges-Bizet dans le 16e arrondissement. Siège d'un évêché depuis 1953, elle était encore simple église le 22 décembre 1895, jour de sa consécration sous le vocable de « Saint-Étienne ».

## Histoire

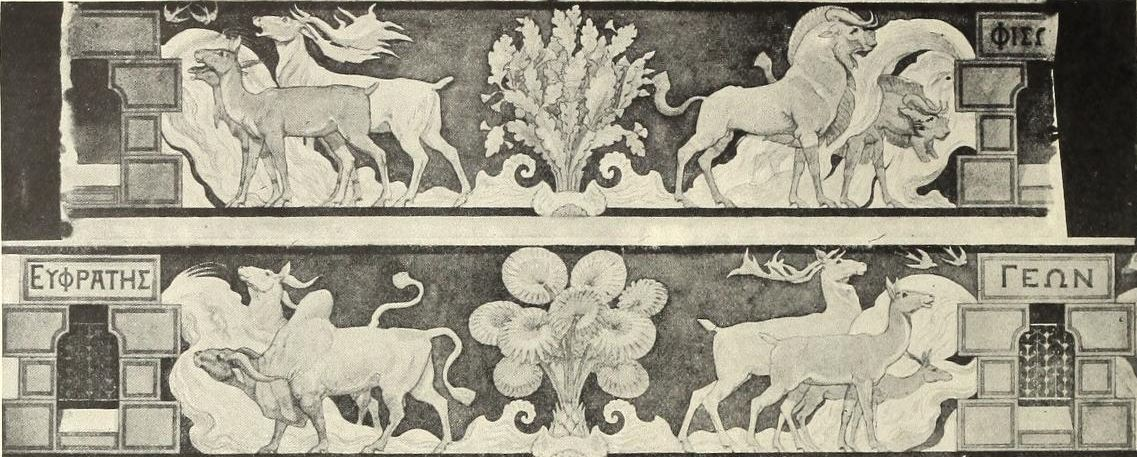
Reproduction en noir et blanc d'un dessin par Charles Lameire de la frise ornant le bas du dôme et représentant les du paradis terrestre.

L'église Saint-Étienne fut construite par Guillotin sous la direction de l'architecte Vaudremer, aux frais de Demetrius Stefanovich Schilizzi, chef d'une puissante maison de banque à Londres qui avait commencé sa carrière à Paris, et qui avait fait don de cette église au gouvernement hellénique, « sous la condition qu'elle serait consacrée au culte de la religion orthodoxe grecque et mise à la disposition de la colonie hellénique de Paris ». Schilizzi avait affecté une somme de près de 3 000 000 francs à la réalisation de son vœu mais l'édifice ne coûta qu'environ 1 630 000 francs (achat de terrain et construction). Les murs intérieurs de l'église furent décorés par Charles Lameire et l'iconostase en marbre par Ludwig Thiersch. Vaudremer a fait appel à Léon Avenet pour réaliser les vitraux.
L'église, dont la première pierre avait été posée en 1890, fut inaugurée le dimanche 22 décembre 1895, « sous la présidence de l'archevêque d'Héraclée, Mgr Germanos, devant une nombreuse affluence où l'on remarquait, outre les représentants diplomatiques de la Grèce et de la Russie et toutes les notabilités de la colonie grecque, beaucoup de simples amis de l'hellénisme ». Un sermon fut prêché à cette occasion par l'archimandrite Grégoire Palamas, qui sera le prédicateur de l'église jusqu'en 1898.
Le 21 mars 1936, l'absoute d'Elefthérios Venizélos, père de la Grèce moderne, fut prononcée dans l'église ; le corps de celui-ci fut déposé dans le caveau de l'église avant d'être transporté à la gare de Lyon le 23, au début de l'après-midi. En 1953, l’église devint le siège de l'évêché. Le 9 octobre 1962, le mariage d'Édith Piaf et de Théo Sarapo fut célébré dans la cathédrale. L'année suivante, la cathédrale devint le siège de la métropole orthodoxe grecque de France. Le 20 septembre 1977, les funérailles de Maria Callas eurent lieu dans la cathédrale. En 1995, la divine liturgie du centenaire fut célébrée dans la cathédrale par Bartholomée Ier de Constantinople, primat du Patriarcat œcuménique de Constantinople.
Le bâtiment fut inscrit monument historique par un arrêté du 26 juin 1995.

## Style

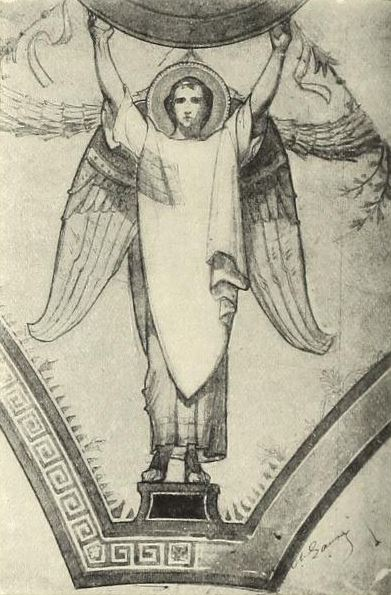
Reproduction en noir et blanc d'un dessin par Charles Lameire d'un des anges pour décorer « la petite coupole de l'oratoire royal ».

D'après Vassilis Colonas, « le néo-roman des façades d'inspiration plutôt lombarde s'efforce de ne pas trop contraster avec l'ambiance byzantine recherchée à l'intérieur ».
Selon la Revue encyclopédique :

« Tout en adoptant la forme consacrée pour les églises byzantines, la coupole sur pendentifs appuyés par quatre grands berceaux, [Vaudremer] a su la rajeunir par l'emploi de la pierre et de la brique apparente de ton rosé, qui rendent sensible à l'intérieur comme à l'extérieur l'ossature de l'édifice et préparent par une harmonie claire et discrète l'effet décoratif des peintures revêtant les arcs, les pendentifs et la coupole. La grandeur de l'église résulte bien plus des dispositions adoptées que des dimensions, et le style des peintures de M. Lameire y contribue encore. »

## Galerie

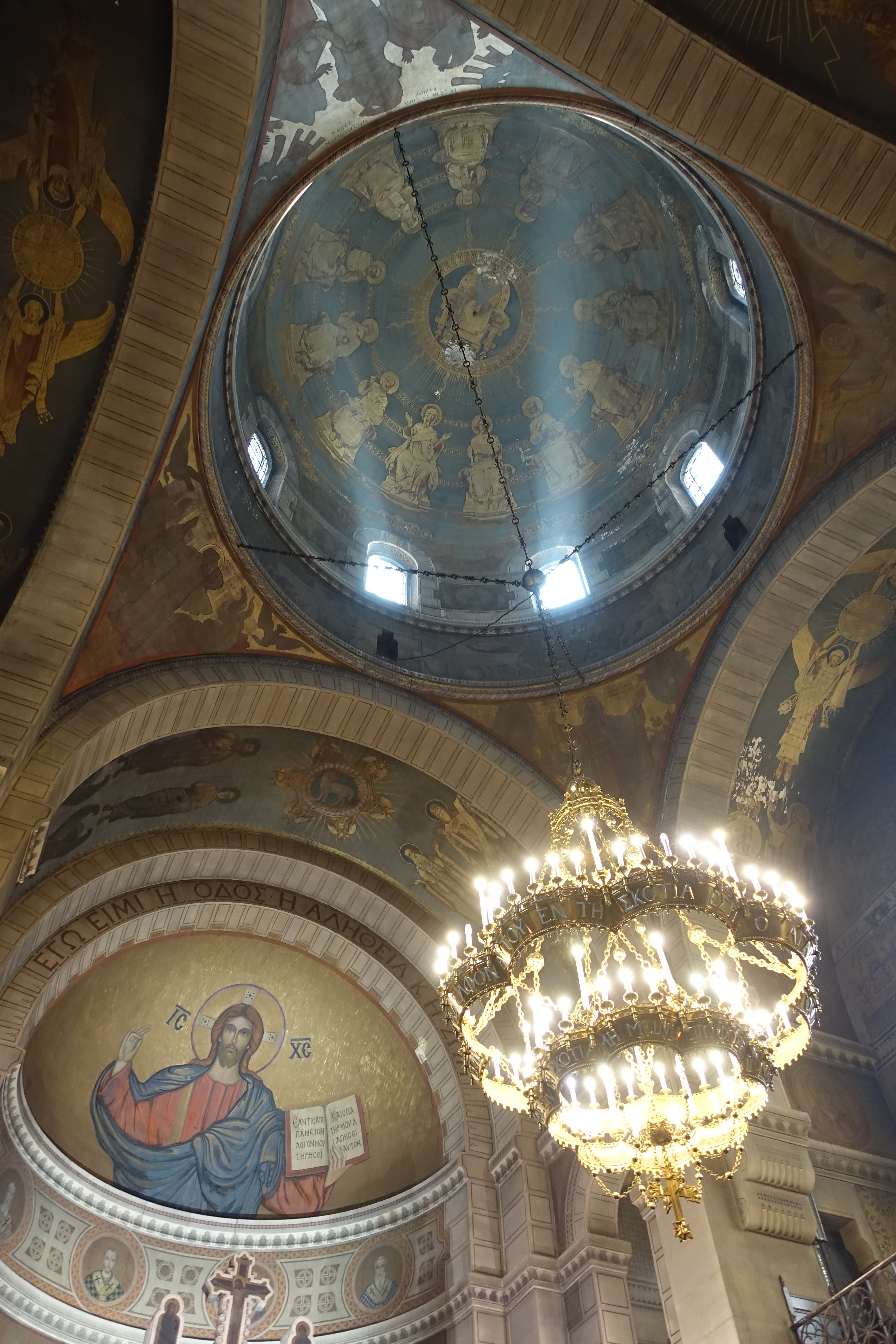
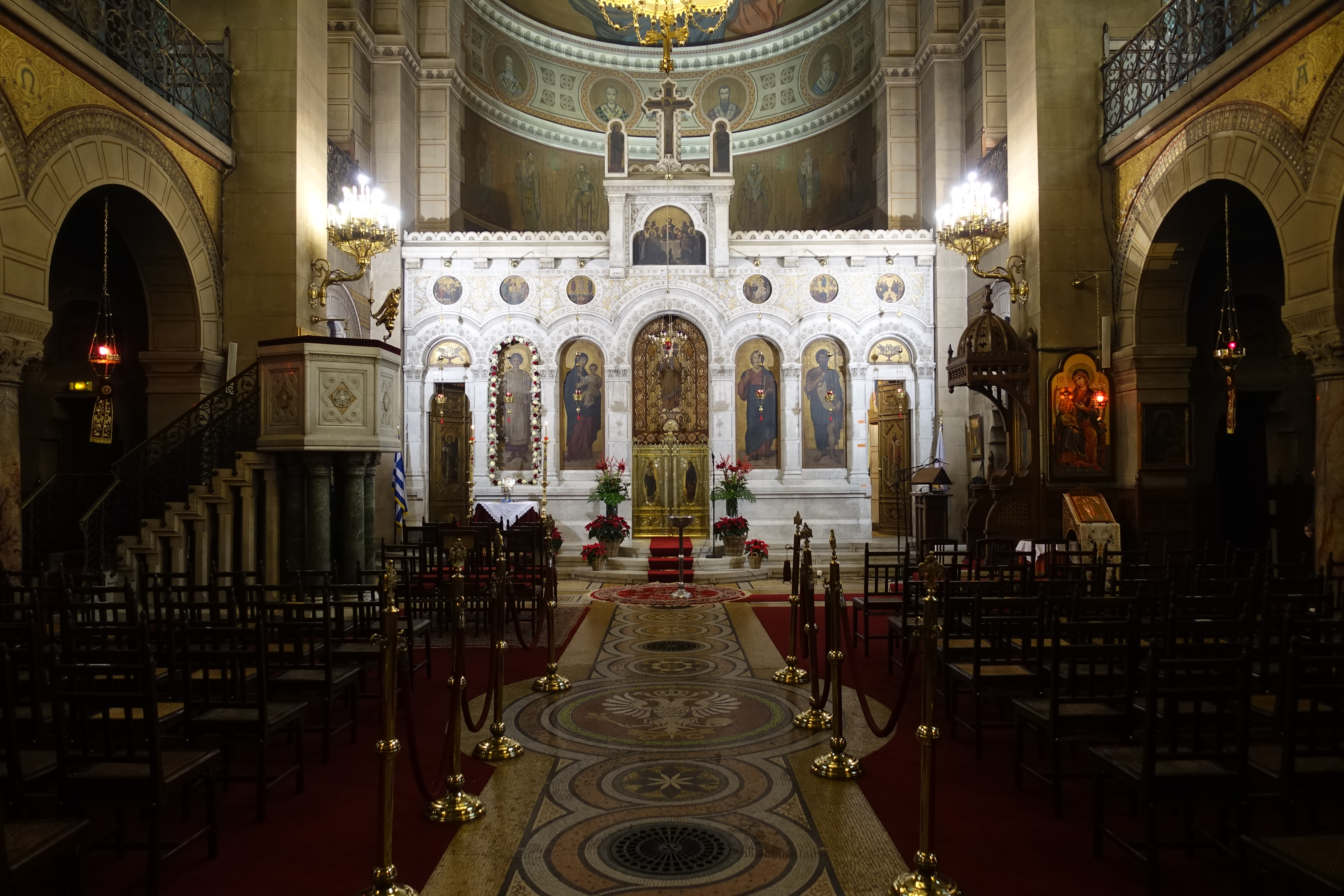
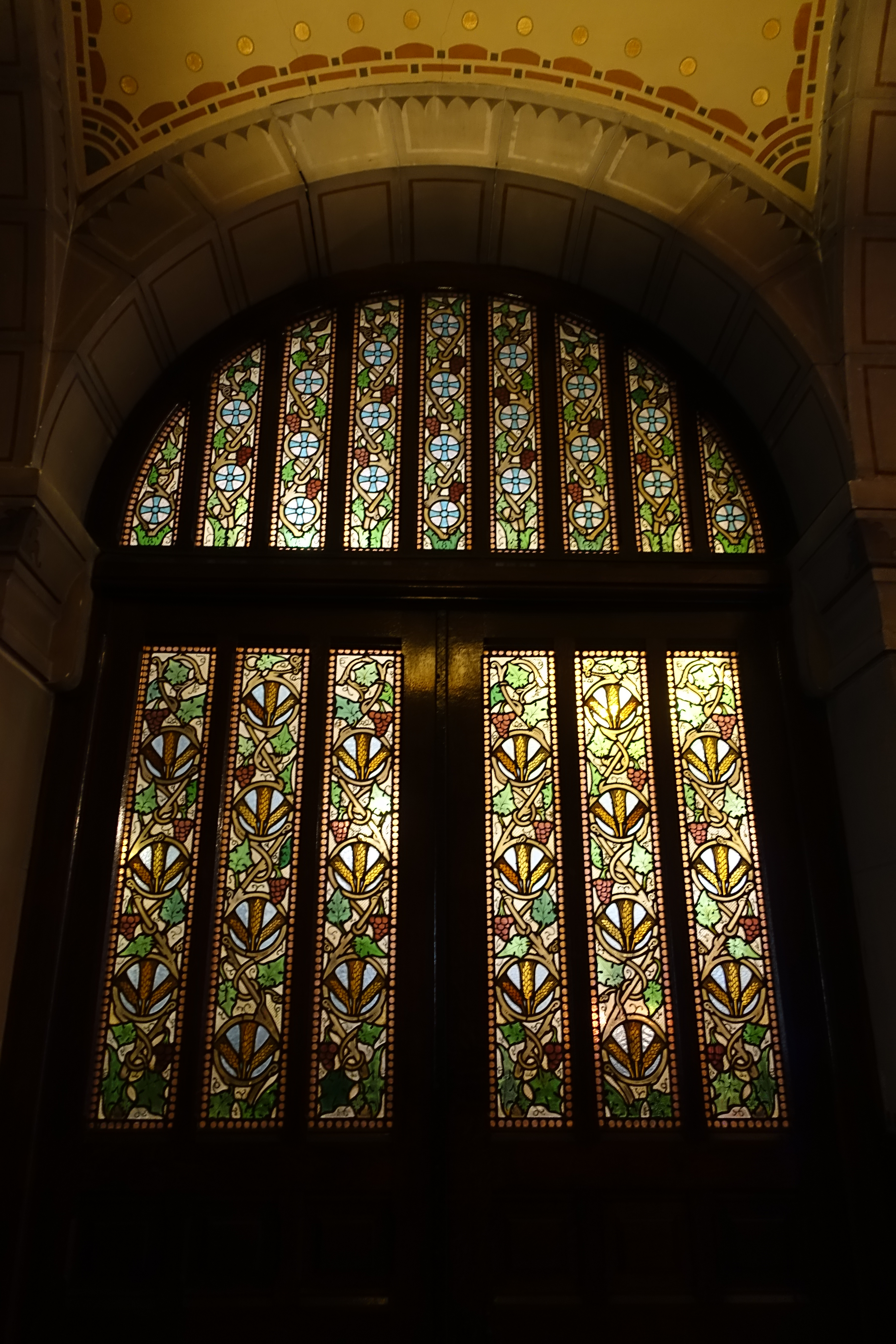